# Nadine Klein
Nadine Klein (* 25. September 1985 in München) ist eine deutsche Schauspielerin und Reality-TV-Teilnehmerin. Bekanntheit erlangte sie 2018 als Bachelorette der 5. Staffel auf RTL.

## Leben
Nadine Klein absolvierte eine klassische Musicalausbildung. Außerdem nahm sie ein Studium in Musik- und Medienwissenschaft sowie Kulturwissenschaft auf, welches sie mit dem Bachelor of Arts abschloss.
Ihren ersten Fernsehauftritt hatte Klein Anfang Januar 2018 als Kandidatin der 8. Staffel der RTL-Datingshow Der Bachelor, in der sie bis zur 5. Folge um das Herz von Bachelor Daniel Völz kämpfte. Mitte Mai 2018 gab RTL bekannt, dass Klein in der Datingshow Die Bachelorette die Rolle der Bachelorette übernehmen wird. Die Staffel wurde vom 18. Juli bis 5. September 2018 ausgestrahlt.
Im November 2019 nahm Klein an der 2. Staffel von Dancing on Ice als Kandidatin teil und belegte dort den 9. Platz.

## Karriere
Seit 2022 ist Nadine Klein verstärkt als Schauspielerin tätig und hat u. a. in der Disney+ Serie DIE DREI !!! und bei X-Factor: Das Unfassbare mitgespielt. Sie spielte zudem Hauptrollen in mehreren deutsch- sowie englischsprachigen Kurzfilmen und erhielt 2023 für ihre Rolle in „In Liebe, L.“ mehrere Auszeichnungen als Beste Schauspielerin auf dem Luleå International Film Festival und dem Berlin Indie Film Festival.

## Filmographie
- 2022: Die drei !!! (Webserie, Disney+)
- 2022: In Liebe, L. (Kurzfilm, Regie: Max Fritzsching, Chariklia Krause)
- 2023: Invidia (Kurzfilm, Regie: Bejo Dohmen)
- 2023: X-Factor: Das Unfassbare (Fernsehserie RTL)
- 2024: Alles was zählt  (Daily Soap RTL)

## Belege
1. ↑  Exclusiv vom 25. September 2018
2. ↑  Nadine Klein | Steckbrief, Bilder und News. Abgerufen am 20. Oktober 2019.
3. ↑  Nadine Klein: Das ist "Die Bachelorette" 2018 – zur Person. 16. Mai 2018, abgerufen am 20. Oktober 2019.
4. ↑  Alle Infos & News zu Nadine Klein. Abgerufen am 20. Oktober 2019.
5. ↑  Bachelorette 2018: Nadine Klein – wer sie ist, was sie kassiert. Abgerufen am 20. Oktober 2019.
6. ↑  Dancing on Ice – "Dancing on Ice" 2019: Die zehn Prominenten stehen fest. 7. Oktober 2019, archiviert vom Original (nicht mehr online verfügbar) am 20. Oktober 2019; abgerufen am 24. November 2019.  Info: Der Archivlink wurde automatisch eingesetzt und noch nicht geprüft. Bitte prüfe Original- und Archivlink gemäß Anleitung und entferne dann diesen Hinweis.
7. ↑  Nach „Dancing on Ice“-Aus: Nadine Klein total enttäuscht. Abgerufen am 24. November 2019.

| Personendaten    | Personendaten                                       |
| ---------------- | --------------------------------------------------- |
| NAME             | Klein, Nadine                                       |
| KURZBESCHREIBUNG | deutsche Schauspielerin und Reality-TV-Teilnehmerin |
| GEBURTSDATUM     | 25. September 1985                                  |
| GEBURTSORT       | München                                             |